# Saint-Maurice-l'Exil
Saint-Maurice-l'Exil este o comună în departamentul Isère din sud-estul Franței. În 2009 avea o populație de 5.740 de locuitori.

## Evoluția populației
| An        | 1975  | 1982  | 1990  | 1999  | 2006  | 2009  |
| --------- | ----- | ----- | ----- | ----- | ----- | ----- |
| Populație | 3.735 | 4.070 | 5.218 | 5.515 | 5.526 | 5.740 |